# Ulrike Schwarzenberger
Ulrike Schwarzenberger (née le 23 octobre 1947 à Vienne) est une scénariste et monteuse autrichienne.

## Biographie
Elle est active dans l'industrie du film et de la télévision depuis le début des années 1970. Elle remporte le Deutscher Filmpreis du meilleur montage pour Tafelspitz en 1994.
Ulrike Schwarzenberger est mariée pendant 37 ans au directeur de la photographie et réalisateur Xaver Schwarzenberger, avec qui elle produit une série de films de télévision autrichiens dans le cadre d’un contrat exclusif avec l'ORF. Le couple est maintenant divorcé.

## Filmographie

### En tant que scénariste
Cinéma
- 1994 : Tafelspitz
- 1995 : Zum Glück gibt's meine Frau
- 1998 : Fever

Télévision
- 1984 : Donauwalzer (de)
- 1993 : Die skandalösen Frauen
- 1994 : Tonino und Toinette
- 1995 : Lovers (de)
- 1997 : Lamorte (de)
- 1997 : Die Nacht der Nächte
- 1998 : Single Bells (de)
- 1999 : Stella di mare – Hilfe, wir erben ein Schiff!
- 2000 : Happy Hour oder Glück und Glas
- 2000 : O Palmenbaum (de)
- 2000 : Vino Santo – Es lebe die Liebe, es lebe der Wein (de)
- 2001 : Edelweiss
- 2003 : Dinner for Two (de)
- 2004 : Une mamie envahissante
- 2004 : Meine schöne Tochter (de)
- 2006 : Une femme sans cœur
- 2007 : Muttis Liebling
- 2008 : Und ewig schweigen die Männer
- 2010 : Seine Mutter und Ich

### En tant que monteuse
Cinéma
- 1990 : Zeit der Rache
- 1994 : Tafelspitz

Télévision
- 1971 : Nachrichten richten nach
- 1974 : Einen Jux will er sich machen
- 1975 : Komtesse Mizzi (de)
- 1976 : Freistadt (documentaire)
- 1977 : Edwards Film
- 1983 : Der Stille Ozean
- 1984 : Donauwalzer
- 1986 : Der Fall Franza
- 1987 : Orage en mai
- 1989 : Souterrain
- 1990-1991 : Arbeitersaga (série, 2 épisodes)
- 1992 : Duett
- 1993 : Die skandalösen Frauen
- 1994 : Tonino und Toinette
- 1995 : Lovers